# Kostel svatého Petra a Pavla (Přešovice)
Kostel svatého Petra a Pavla je filiální kostel v římskokatolické farnosti Rouchovany, nachází se na jižním okraji obce Přešovice. Kostel je jednolodní novorománskou stavbou.

## Historie
Kostel byl postaven v roce 1908, v roce 1909 pak byl biskupen Huynem vysvěcen. V září roku 2008 proběhly oslavy sto let od svěcení kostela, oslav se zúčastnil Vojtěch Cikrle.